# Dendrochilum convallariiforme
Dendrochilum convallariiforme là một loài thực vật có hoa trong họ Lan. Loài này được Schauer mô tả khoa học đầu tiên năm 1843.